# Liviske flag
Det liviske flag (livisk: līvõd plagā) er det liviske folks nationale symbol. Den blå farve symboliserer havet – det liviske folks livsgrundlag. Den hvide farve symboliserer sandstranden, som fiskeren ser fra sin båd på havet. Den grønne farve symboliserer skoven, der synes bag sandstranden.
Det liviske flag indførtes og hejstes for første gang den 18. november 1923 i Irbes sognegård i Mazirbe. Denne dag anser liverne for deres flagdag. Til ære for flagets indvielse skrev den liviske digter og kulturarbejder Kōrli Stalte sangen "Plagā loul" (Flagsangen).